# Llista de monuments d'Osona
Aquesta és la llista de monuments d'Osona inclosos en l'Inventari del patrimoni arquitectònic Català per la comarca d'Osona. Inclou els inscrits en el Registre de béns culturals d'interès nacional (BCIN) amb la classificació de monuments o conjunts històrics, els béns culturals d'interès local (BCIL) de caràcter immoble i la resta de béns arquitectònics integrants del patrimoni cultural català.

## Aiguafreda
Vegeu la llista de monuments d'Aiguafreda

## Balenyà
| Monument                                            | Protecció   | Estil/època             | Localització                              | Coordenades                                          | Codi?         | Imatge |
| --------------------------------------------------- | ----------- | ----------------------- | ----------------------------------------- | ---------------------------------------------------- | ------------- | --- |
| Casal de Balenyà                                    | BCIN 942-MH |                         | Balenyà                                   | 41° 49′ 57″ N, 2° 13′ 09″ E / 41.832390°N,2.219090°E | RI-51-0005504 | Carregueu una nova foto d'aquest monument                                                                                       |
| Creu barroca de l'Ajuda, creu de terme              |             | Barroc XVII             | Balenyà Davant de l'església, a uns 25 m  | 41° 49′ 17″ N, 2° 13′ 18″ E / 41.821366°N,2.221629°E | IPA-22885     | Creu barroca de l'Ajuda (Balenyà) · Vegeu més fotos d'aquest monument · Carregueu una nova foto d'aquest monument               |
| L'Illa                                              |             | Obra popular XI         | Balenyà                                   | 41° 48′ 52″ N, 2° 13′ 59″ E / 41.814364°N,2.232992°E | IPA-22886     | Carregueu una nova foto d'aquest monument                                                                                       |
| El Jalech                                           |             | Obra popular XVII-XVIII | Balenyà                                   | 41° 48′ 48″ N, 2° 13′ 21″ E / 41.813268°N,2.222378°E | IPA-22887     | El Jalech (Balenyà) · Vegeu més fotos d'aquest monument · Carregueu una nova foto d'aquest monument                             |
| El Pla de Balenyà                                   |             | Obra popular XVIII      | Balenyà                                   | 41° 49′ 50″ N, 2° 14′ 22″ E / 41.830613°N,2.239428°E | IPA-22888     | El Pla de Balenyà · Vegeu més fotos d'aquest monument · Carregueu una nova foto d'aquest monument                               |
| Santuari de la Mare de Déu de l'Ajuda, Sant Fruitós |             | Obra popular XIII       | Balenyà                                   | 41° 49′ 17″ N, 2° 13′ 22″ E / 41.821313°N,2.222856°E | IPA-22889     | Santuari de la Mare de Déu de l'Ajuda (Balenyà) · Vegeu més fotos d'aquest monument · Carregueu una nova foto d'aquest monument |
| El Verdaguer                                        |             | Obra popular XVII       | Balenyà                                   | 41° 49′ 16″ N, 2° 13′ 20″ E / 41.821248°N,2.222340°E | IPA-22890     | El Verdaguer (Balenyà) · Vegeu més fotos d'aquest monument · Carregueu una nova foto d'aquest monument                          |
| El Puig                                             |             | Obra popular XVII-XVIII | Balenyà A 800 m de la Tria                | 41° 49′ 43″ N, 2° 12′ 54″ E / 41.828507°N,2.214967°E | IPA-22891     | Carregueu una nova foto d'aquest monument                                                                                       |
| La Tria                                             |             | Obra popular XVII-XVIII | Balenyà                                   | 41° 49′ 34″ N, 2° 13′ 16″ E / 41.826067°N,2.221138°E | IPA-22892     | La Tria (Balenyà) · Vegeu més fotos d'aquest monument · Carregueu una nova foto d'aquest monument                               |
| La Serra                                            |             | Obra popular XVIII      | Balenyà                                   | 41° 49′ 29″ N, 2° 14′ 01″ E / 41.824701°N,2.233672°E | IPA-22893     | La Serra (Balenyà) · Vegeu més fotos d'aquest monument · Carregueu una nova foto d'aquest monument                              |
| Mas Hospital                                        |             | Obra popular XVIII      | Balenyà                                   | 41° 49′ 31″ N, 2° 14′ 25″ E / 41.825264°N,2.240348°E | IPA-22894     | Mas Hospital (Balenyà) · Vegeu més fotos d'aquest monument · Carregueu una nova foto d'aquest monument                          |
| Can Moianès                                         |             | Obra popular XIX        | Balenyà                                   | 41° 49′ 55″ N, 2° 14′ 01″ E / 41.831848°N,2.233627°E | IPA-22895     | Can Moianès (Balenyà) · Vegeu més fotos d'aquest monument · Carregueu una nova foto d'aquest monument                           |
| Puig del Castell de l'Aguilar                       |             | X                       | Balenyà Puig de l'Aguilar                 | 41° 50′ 45″ N, 2° 14′ 15″ E / 41.845857°N,2.237426°E | IPA-22898     | Puig del Castell de l'Aguilar (Balenyà) · Vegeu més fotos d'aquest monument · Carregueu una nova foto d'aquest monument         |
| Molí de l'Illa, o de l'Ylla                         |             | Obra popular            | Balenyà                                   | 41° 48′ 53″ N, 2° 13′ 49″ E / 41.814767°N,2.230394°E | IPA-34420     | Carregueu una nova foto d'aquest monument                                                                                       |
| Pont del Molí del Verdeguer                         |             | Obra popular XVIII      | Balenyà Sobre el riu Congost              | 41° 49′ 26″ N, 2° 13′ 32″ E / 41.823899°N,2.225624°E | IPA-36942     | Carregueu una nova foto d'aquest monument                                                                                       |
| Pont del Molí de l'Illa                             |             | Obra popular            | Balenyà                                   | 41° 48′ 53″ N, 2° 13′ 50″ E / 41.814709°N,2.230570°E | IPA-36943     | Carregueu una nova foto d'aquest monument                                                                                       |
| Pou de glaç del Molí d'en Verdaguer                 |             | Obra popular XVII-XIX   | Balenyà                                   | 41° 49′ 26″ N, 2° 13′ 33″ E / 41.823753°N,2.225860°E | IPA-37161     | Carregueu una nova foto d'aquest monument                                                                                       |
| Molí de l'Omet                                      |             | Obra popular            | Balenyà                                   | 41° 49′ 42″ N, 2° 13′ 28″ E / 41.82826°N,2.22456°E   | IPA-40789     | Carregueu una nova foto d'aquest monument                                                                                       |
| Centre Cívic, Ajuntament                            |             | Darreres tendències XX  | Balenyà C. Pista, 2, Hostalets de Balenyà | 41° 48′ 45″ N, 2° 14′ 05″ E / 41.81262°N,2.234623°E  | IPA-46293     | Centre Cívic (Balenyà) · Vegeu més fotos d'aquest monument · Carregueu una nova foto d'aquest monument                          |

## El Brull
Vegeu la llista de monuments del Brull.

## Calldetenes
Vegeu la llista de monuments de Calldetenes.

## Centelles
Vegeu la llista de monuments de Centelles.

## Espinelves
Vegeu la llista de monuments d'Espinelves.

## L'Esquirol
Vegeu la llista de monuments de l'Esquirol.

## Folgueroles
Vegeu la llista de monuments de Folgueroles.

## Gurb
Vegeu la llista de monuments de Gurb.

## Malla
Vegeu la llista de monuments de Malla.

## Manlleu
Vegeu la llista de monuments de Manlleu.

## Les Masies de Roda
Vegeu la llista de monuments de les Masies de Roda.

## Les Masies de Voltregà
Vegeu la llista de monuments de les Masies de Voltregà.

## Montesquiu
| Monument                                                                                          | Protecció    | Estil/època                                   | Localització           | Coordenades                                          | Codi?         | Imatge |
| ------------------------------------------------------------------------------------------------- | ------------ | --------------------------------------------- | ---------------------- | ---------------------------------------------------- | ------------- | --- |
| Castell de Montesquiu                                                                             | BCIN 1081-MH | XVII                                          | Montesquiu             | 42° 06′ 48″ N, 2° 12′ 43″ E / 42.113297°N,2.211944°E | RI-51-0005549 | Castell de Montesquiu · Vegeu més fotos d'aquest monument · Carregueu una nova foto d'aquest monument                 |
| Ajuntament de Montesquiu                                                                          |              | Darreres tendències XX                        | Montesquiu             | 42° 06′ 35″ N, 2° 12′ 35″ E / 42.109861°N,2.209652°E | IPA-23112     | Ajuntament de Montesquiu · Vegeu més fotos d'aquest monument · Carregueu una nova foto d'aquest monument              |
| La Ferreria                                                                                       |              | Obra popular                                  | Montesquiu             | 42° 06′ 36″ N, 2° 12′ 36″ E / 42.109912°N,2.210103°E | IPA-23113     | La Ferreria (Montesquiu) · Vegeu més fotos d'aquest monument · Carregueu una nova foto d'aquest monument              |
| Masoveria del castell de Montesquiu, Centre d'Informació i Documentació del Castell de Montesquiu |              | Obra popular XIX-XX                           | Montesquiu             | 42° 06′ 49″ N, 2° 12′ 45″ E / 42.113657°N,2.212617°E | IPA-23114     | Masoveria del castell de Montesquiu · Vegeu més fotos d'aquest monument · Carregueu una nova foto d'aquest monument   |
| La Casa Nova del Castell                                                                          |              | Obra popular XIX                              | Montesquiu             | 42° 06′ 52″ N, 2° 13′ 00″ E / 42.114408°N,2.216614°E | IPA-23115     | La Casa Nova del Castell (Montesquiu) · Vegeu més fotos d'aquest monument · Carregueu una nova foto d'aquest monument |
| La Solana                                                                                         |              | Obra popular XIX                              | Montesquiu             | 42° 07′ 13″ N, 2° 13′ 00″ E / 42.120404°N,2.216677°E | IPA-23116     | Carregueu una nova foto d'aquest monument                                                                             |
| Capella del Cementiri de Montesquiu                                                               |              | Historicisme XIX                              | Montesquiu             | 42° 06′ 36″ N, 2° 12′ 20″ E / 42.109975°N,2.20543°E  | IPA-23118     | Capella del Cementiri de Montesquiu · Vegeu més fotos d'aquest monument · Carregueu una nova foto d'aquest monument   |
| Pont de les Codines                                                                               |              | Obra popular XVII                             | Montesquiu i Sora      | 42° 07′ 06″ N, 2° 11′ 43″ E / 42.118410°N,2.195199°E | IPA-23119     | Carregueu una nova foto d'aquest monument                                                                             |
| Les Codines                                                                                       |              | Obra popular XIX                              | Montesquiu Les Codines | 42° 07′ 12″ N, 2° 11′ 43″ E / 42.120110°N,2.195338°E | IPA-24124     | Carregueu una nova foto d'aquest monument                                                                             |
| Parròquia de Santa Maria, o Capella de la Immaculada o de la Puríssima                            |              | Gòtic-renaixement, historicisme XVIII-XIX, XX | Montesquiu             | 42° 06′ 33″ N, 2° 12′ 34″ E / 42.109174°N,2.209471°E | IPA-39779     | Parròquia de Santa Maria (Montesquiu) · Vegeu més fotos d'aquest monument · Carregueu una nova foto d'aquest monument |

## Muntanyola
Vegeu la llista de monuments de Muntanyola.

## Orís
| Monument                                  | Protecció    | Estil/època                 | Localització                                                                | Coordenades                                          | Codi?         | Imatge |
| ----------------------------------------- | ------------ | --------------------------- | --------------------------------------------------------------------------- | ---------------------------------------------------- | ------------- | --- |
| Castell d'Orís                            | BCIN 1144-MH | XII-XVII                    | Orís                                                                        | 42° 03′ 31″ N, 2° 13′ 21″ E / 42.058611°N,2.2225°E   | RI-51-0005570 | Castell d'Orís · Vegeu més fotos d'aquest monument · Carregueu una nova foto d'aquest monument                           |
| Puig de la Guàrdia                        | BCIN 1145-MH |                             | Orís                                                                        | 42° 03′ 39″ N, 2° 13′ 12″ E / 42.060815°N,2.220074°E | RI-51-0005571 | Puig de la Guàrdia (Orís) · Vegeu més fotos d'aquest monument · Carregueu una nova foto d'aquest monument                |
| Castell de Saderra                        | BCIN 1146-MH |                             | Orís                                                                        | 42° 05′ 07″ N, 2° 14′ 21″ E / 42.085354°N,2.239252°E | RI-51-0005572 | Carregueu una nova foto d'aquest monument                                                                                |
| La Mambla                                 |              | Obra popular XX             | Orís Ctra. N-152, km 86 a 100 m                                             | 42° 04′ 21″ N, 2° 14′ 18″ E / 42.072524°N,2.238405°E | IPA-23172     | La Mambla (Orís) · Vegeu més fotos d'aquest monument · Carregueu una nova foto d'aquest monument                         |
| la Coma                                   |              | Obra popular XVII-XVIII, XX | Orís A 150 m de l'església parroquial                                       | 42° 03′ 33″ N, 2° 13′ 09″ E / 42.059080°N,2.219252°E | IPA-23173     | Mas la Coma (Orís) · Vegeu més fotos d'aquest monument · Carregueu una nova foto d'aquest monument                       |
| Saderra                                   |              | Obra popular XIX-XX         | Orís                                                                        | 42° 05′ 07″ N, 2° 14′ 25″ E / 42.085239°N,2.240188°E | IPA-23174     | Carregueu una nova foto d'aquest monument                                                                                |
| La Portella                               |              | Obra popular XVI-XVII       | Orís Ctra. N-152, km 89,2 a 2000 m                                          | 42° 04′ 58″ N, 2° 12′ 31″ E / 42.082654°N,2.208473°E | IPA-23175     | Carregueu una nova foto d'aquest monument                                                                                |
| Serinanell                                |              | Obra popular XVIII          | Orís Ctra. Sant Boi de Lluçanès - Sant Hipòlit de Voltregà, km 13,2 a 800 m | 42° 02′ 45″ N, 2° 12′ 11″ E / 42.045838°N,2.203063°E | IPA-23176     | Carregueu una nova foto d'aquest monument                                                                                |
| Molí de les Feixes                        |              | Obra popular XVIII          | Orís Ctra. Sant Boi de Lluçanès - Sant Hipòlit de Voltregà, km 11 a 800 m   | 42° 02′ 51″ N, 2° 11′ 28″ E / 42.047613°N,2.191035°E | IPA-23177     | Carregueu una nova foto d'aquest monument                                                                                |
| Can Marçal                                |              | Obra popular XVIII          | Orís Al peu del castell d'Orís                                              | 42° 03′ 35″ N, 2° 13′ 16″ E / 42.059652°N,2.221167°E | IPA-23178     | Can Marçal (Orís) · Vegeu més fotos d'aquest monument · Carregueu una nova foto d'aquest monument                        |
| Posta d'Orís, Rectoria d'Orís             |              | Obra popular XVIII          | Orís Al peu del castell                                                     | 42° 03′ 35″ N, 2° 13′ 14″ E / 42.059790°N,2.220550°E | IPA-23179     | Posta d'Orís · Vegeu més fotos d'aquest monument · Carregueu una nova foto d'aquest monument                             |
| Bajalou                                   |              | Obra popular                | Orís Ctra. N-152, km 87,5                                                   | 42° 04′ 26″ N, 2° 13′ 32″ E / 42.073954°N,2.225477°E | IPA-23180     | Carregueu una nova foto d'aquest monument                                                                                |
| Església parroquial de Sant Genís         |              | Obra popular XVIII-XIX      | Orís                                                                        | 42° 03′ 35″ N, 2° 13′ 14″ E / 42.059811°N,2.220446°E | IPA-35310     | Església parroquial de Sant Genís (Orís) · Vegeu més fotos d'aquest monument · Carregueu una nova foto d'aquest monument |
| Colònia Imbern, Colònia Ymbern o el Pelut | BCIL 2008    |                             | Orís                                                                        | 42° 03′ 21″ N, 2° 14′ 39″ E / 42.05576°N,2.24412°E   | IPA-35312     | Colònia Imbern (Orís) · Vegeu més fotos d'aquest monument · Carregueu una nova foto d'aquest monument                    |
| Forn de calç de les Balmes de Serinyà     |              | Obra popular XIX-XX         | Orís Ctra BV-4608, km 11,1, PR-C54 des de la casa de la Creu de Serinyà     |                                                      | IPA-40818     | Carregueu una nova foto d'aquest monument                                                                                |

## Roda de Ter
| Monument                                          | Protecció | Estil/època                    | Localització                          | Coordenades                                        | Codi?     | Imatge |
| ------------------------------------------------- | --------- | ------------------------------ | ------------------------------------- | -------------------------------------------------- | --------- | --- |
| Església de Sant Pere                             |           | Barroc XVIII                   | Roda de Ter Al cap del Pont           | 41° 58′ 48″ N, 2° 18′ 32″ E / 41.98°N,2.30901°E    | IPA-23350 | Església de Sant Pere (Roda de Ter) · Vegeu més fotos d'aquest monument · Carregueu una nova foto d'aquest monument                   |
| Capella de Santa Maria del Sòl del Pont           |           | Barroc XVIII-XIX, XX           | Roda de Ter Sòl del Pont              | 41° 58′ 48″ N, 2° 18′ 26″ E / 41.97988°N,2.30714°E | IPA-23351 | Capella de Santa Maria del Sòl del Pont (Roda de Ter) · Vegeu més fotos d'aquest monument · Carregueu una nova foto d'aquest monument |
| Garatge de Roda de Ter                            |           | Noucentisme XX                 | Roda de Ter                           |                                                    | IPA-23353 | Carregueu una nova foto d'aquest monument                                                                                             |
| Can Bracons                                       |           | Noucentisme XX Mitjan          | Roda de Ter C. d'en Pere Almeda, 11   | 41° 58′ 49″ N, 2° 18′ 33″ E / 41.9802°N,2.30914°E  | IPA-23354 | Can Bracons (Roda de Ter) · Vegeu més fotos d'aquest monument · Carregueu una nova foto d'aquest monument                             |
| Pont Vell de Roda                                 |           | Gòtic, obra popular XIV-XIX    | Roda de Ter                           | 41° 58′ 48″ N, 2° 18′ 29″ E / 41.98009°N,2.30813°E | IPA-23355 | Pont Vell de Roda (Roda de Ter) · Vegeu més fotos d'aquest monument · Carregueu una nova foto d'aquest monument                       |
| Casa al carrer d'en Pere Almeda, 6                |           | Noucentisme XX Inici           | Roda de Ter C. d'en Pere Almeda, 6    | 41° 58′ 49″ N, 2° 18′ 32″ E / 41.98037°N,2.309°E   | IPA-23356 | Casa al carrer d'en Pere Almeda, 6 (Roda de Ter) · Vegeu més fotos d'aquest monument · Carregueu una nova foto d'aquest monument      |
| Casa a la plaça Major, 5                          |           | Noucentisme XIX-XX             | Roda de Ter Pl. Major, 5              | 41° 58′ 50″ N, 2° 18′ 33″ E / 41.98069°N,2.30907°E | IPA-23357 | Casa a la plaça Major, 5 (Roda de Ter) · Vegeu més fotos d'aquest monument · Carregueu una nova foto d'aquest monument                |
| Casa Bac de Roda                                  | BCIL 2005 | Barroc, obra popular XVII      | Roda de Ter Pl. Major, 12             | 41° 58′ 51″ N, 2° 18′ 35″ E / 41.98084°N,2.30961°E | IPA-23358 | Casa Bac de Roda (Roda de Ter) · Vegeu més fotos d'aquest monument · Carregueu una nova foto d'aquest monument                        |
| Casa a la plaça Major, 9                          |           | Modernisme XX                  | Roda de Ter Pl. Major, 9              | 41° 58′ 51″ N, 2° 18′ 33″ E / 41.98083°N,2.30911°E | IPA-23359 | Casa a la plaça Major, 9 (Roda de Ter) · Vegeu més fotos d'aquest monument · Carregueu una nova foto d'aquest monument                |
| Casa a la plaça Major, 2 bis                      |           | Modernisme XX                  | Roda de Ter Pl. Major, 2 bis          | 41° 58′ 50″ N, 2° 18′ 33″ E / 41.98057°N,2.30927°E | IPA-23360 | Casa a la plaça Major, 2 bis (Roda de Ter) · Vegeu més fotos d'aquest monument · Carregueu una nova foto d'aquest monument            |
| Ajuntament de Roda                                |           | Eclecticisme XX Inici          | Roda de Ter Pl. Major, 4              | 41° 58′ 50″ N, 2° 18′ 34″ E / 41.98064°N,2.30934°E | IPA-23361 | Ajuntament de Roda (Roda de Ter) · Vegeu més fotos d'aquest monument · Carregueu una nova foto d'aquest monument                      |
| Fàbrica la Blava                                  |           | Obra popular XX                | Roda de Ter C. Costa del Ter, 17      | 41° 58′ 38″ N, 2° 18′ 28″ E / 41.97709°N,2.30788°E | IPA-23362 | Fàbrica la Blava (Roda de Ter) · Vegeu més fotos d'aquest monument · Carregueu una nova foto d'aquest monument                        |
| Casa al carrer d'en Bac de Roda, 2-4              |           | Eclecticisme XX                | Roda de Ter C. del Bac de Roda, 2-4   | 41° 58′ 52″ N, 2° 18′ 33″ E / 41.98124°N,2.30929°E | IPA-23363 | Casa al carrer d'en Bac de Roda, 2-4 (Roda de Ter) · Vegeu més fotos d'aquest monument · Carregueu una nova foto d'aquest monument    |
| Teatre Eliseu, antic Cinema Bac de Roda           |           | Modernisme XX                  | Roda de Ter C. del Bac de Roda, 1 bis | 41° 58′ 53″ N, 2° 18′ 33″ E / 41.98135°N,2.30917°E | IPA-23364 | Teatre Eliseu (Roda de Ter) · Vegeu més fotos d'aquest monument · Carregueu una nova foto d'aquest monument                           |
| Casa al carrer d'en Bac de Roda, 15               |           | Monumentalisme academicista XX | Roda de Ter C. del Bac de Roda, 15    | 41° 58′ 55″ N, 2° 18′ 33″ E / 41.98191°N,2.30926°E | IPA-23366 | Casa al carrer d'en Bac de Roda, 15 (Roda de Ter) · Vegeu més fotos d'aquest monument · Carregueu una nova foto d'aquest monument     |
| Antiga caserna de la Guàrdia Civil de Roda de Ter | BCIL 2008 | Obra popular XX Inici          | Roda de Ter Av. Pere Baurier          | 41° 58′ 38″ N, 2° 18′ 46″ E / 41.97709°N,2.31278°E | IPA-38217 | Antiga caserna de la Guàrdia Civil de Roda de Ter · Vegeu més fotos d'aquest monument · Carregueu una nova foto d'aquest monument     |

## Rupit i Pruit
Vegeu la llista de monuments de Rupit i Pruit.

## Sant Agustí de Lluçanès
Vegeu la llista de monuments de Sant Agustí de Lluçanès.

## Sant Bartomeu del Grau
Vegeu la llista de monuments de Sant Bartomeu del Grau.

## Sant Boi de Lluçanès
Vegeu la llista de monuments de Sant Boi de Lluçanès.

## Sant Hipòlit de Voltregà
| Monument                                             | Protecció | Estil/època                                | Localització                                          | Coordenades                                          | Codi?     | Imatge |
| ---------------------------------------------------- | --------- | ------------------------------------------ | ----------------------------------------------------- | ---------------------------------------------------- | --------- | --- |
| Casa de la Vila, antiga Cofraria de Sant Llorenç     |           | Obra popular XVII                          | Sant Hipòlit de Voltregà Pl. de la Vila, 1            | 42° 00′ 56″ N, 2° 14′ 11″ E / 42.015468°N,2.236453°E | IPA-23637 | Casa de la Vila (Sant Hipòlit de Voltregà) · Vegeu més fotos d'aquest monument · Carregueu una nova foto d'aquest monument                     |
| L'Establiment                                        |           | Obra popular, gòtic-renaixement XVI, XVIII | Sant Hipòlit de Voltregà Pl. de la Vila, 3            | 42° 00′ 55″ N, 2° 14′ 12″ E / 42.015269°N,2.236544°E | IPA-23638 | L'Establiment (Sant Hipòlit de Voltregà) · Vegeu més fotos d'aquest monument · Carregueu una nova foto d'aquest monument                       |
| Casa Codinas                                         |           | Eclecticisme XIX                           | Sant Hipòlit de Voltregà Pl. Nova, 15                 | 42° 00′ 58″ N, 2° 14′ 10″ E / 42.016176°N,2.236125°E | IPA-23639 | Casa Codinas (Sant Hipòlit de Voltregà) · Vegeu més fotos d'aquest monument · Carregueu una nova foto d'aquest monument                        |
| Els Carlins (desaparegut)                            |           | Obra popular XVIII                         | Sant Hipòlit de Voltregà C. Major                     |                                                      | IPA-23640 | Carregueu una nova foto d'aquest monument |
| Casa al carrer del Puig, 12                          |           | Obra popular XVII-XVIII                    | Sant Hipòlit de Voltregà C. del Puig, 12              | 42° 00′ 49″ N, 2° 14′ 15″ E / 42.013505°N,2.237593°E | IPA-23641 | Casa al carrer del Puig, 12 (Sant Hipòlit de Voltregà) · Vegeu més fotos d'aquest monument · Carregueu una nova foto d'aquest monument         |
| Casa a la plaça Nova, 17                             |           | Obra popular XIX Mitjan                    | Sant Hipòlit de Voltregà Pl. Nova, 17                 | 42° 00′ 58″ N, 2° 14′ 10″ E / 42.01614°N,2.236227°E  | IPA-23646 | Casa a la plaça Nova, 17 (Sant Hipòlit de Voltregà) · Vegeu més fotos d'aquest monument · Carregueu una nova foto d'aquest monument            |
| Església parroquial de Sant Hipòlit                  | BCIL 2003 | Barroc XVIII Final                         | Sant Hipòlit de Voltregà C. Església, 6               | 42° 00′ 57″ N, 2° 14′ 14″ E / 42.015897°N,2.237351°E | IPA-27250 | Església parroquial de Sant Hipòlit (Sant Hipòlit de Voltregà) · Vegeu més fotos d'aquest monument · Carregueu una nova foto d'aquest monument |
| El Mallol, Casa pairal d'Orís, Casal Sarinarell      | BCIL 2010 | Obra popular XVII-XVIII                    | Sant Hipòlit de Voltregà C. el Mallol, 4-6, el Mallol | 42° 01′ 01″ N, 2° 14′ 09″ E / 42.016939°N,2.235916°E | IPA-23642 | El Mallol (Sant Hipòlit de Voltregà) · Vegeu més fotos d'aquest monument · Carregueu una nova foto d'aquest monument                           |
| Antiga masoveria el Mallol, Casa Jordi Casals        |           | Obra popular XVIII Mitjan                  | Sant Hipòlit de Voltregà C. Mallol, 8, el Mallol      | 42° 01′ 02″ N, 2° 14′ 09″ E / 42.017136°N,2.2359°E   | IPA-23643 | Antiga masoveria el Mallol (Sant Hipòlit de Voltregà) · Vegeu més fotos d'aquest monument · Carregueu una nova foto d'aquest monument          |
| Casa Ramon Traveria                                  |           | Obra popular XVIII Mitjan                  | Sant Hipòlit de Voltregà C. Mallol, 12, el Mallol     | 42° 01′ 02″ N, 2° 14′ 09″ E / 42.017295°N,2.235876°E | IPA-23644 | Casa Ramon Traveria (Sant Hipòlit de Voltregà) · Vegeu més fotos d'aquest monument · Carregueu una nova foto d'aquest monument                 |
| Casa al carrer del Puig, 3-5                         |           | Obra popular XVIII Mitjan                  | Sant Hipòlit de Voltregà C. del Puig, 3-5             | 42° 00′ 50″ N, 2° 14′ 12″ E / 42.01376°N,2.236801°E  | IPA-23645 | Carregueu una nova foto d'aquest monument |
| CAP Sant Hipòlit, Residència d'Avis Fundació Gallifa |           | Darreres tendències XX                     | Sant Hipòlit de Voltregà C. Vinya                     |                                                      | IPA-46274 | Carregueu una nova foto d'aquest monument |

## Sant Julià de Vilatorta
Vegeu la llista de monuments de Sant Julià de Vilatorta.

## Sant Martí de Centelles
| Monument                                                              | Protecció    | Estil/època                         | Localització                                                                           | Coordenades                                          | Codi?         | Imatge |
| --------------------------------------------------------------------- | ------------ | ----------------------------------- | -------------------------------------------------------------------------------------- | ---------------------------------------------------- | ------------- | --- |
| Castell de Centelles, o Castell de Sant Martí, Castell de Sant Esteve | BCIN 1499-MH | Gòtic, romànic XII, XIII-XVI        | Sant Martí de Centelles                                                                | 41° 46′ 10″ N, 2° 12′ 24″ E / 41.769583°N,2.206693°E | RI-51-0005651 | Castell de Centelles (Sant Martí de Centelles) · Vegeu més fotos d'aquest monument · Carregueu una nova foto d'aquest monument                            |
| El Castellar, Castellar de Dalt                                       | BCIN 1500-MH | XIII, XVIII                         | Sant Martí de Centelles Sant Pere de Valldeneu                                         | 41° 44′ 13″ N, 2° 14′ 58″ E / 41.736908°N,2.24938°E  | RI-51-0005652 | El Castellar (Sant Martí de Centelles) · Vegeu més fotos d'aquest monument · Carregueu una nova foto d'aquest monument                                    |
| Mas de les Comes                                                      | BCIL 2003    | Obra popular XVIII Mitjan           | Sant Martí de Centelles Ctra. Centelles - Sant Feliu de Codines, km 2 dreta            | 41° 45′ 58″ N, 2° 12′ 20″ E / 41.766222°N,2.205432°E | IPA-23733     | Carregueu una nova foto d'aquest monument |
| Mas Iglésies                                                          | BCIL 2003    | Obra popular XVI                    | Sant Martí de Centelles A tocar de l'església de Sant Pere de Valldeneu                | 41° 44′ 54″ N, 2° 14′ 48″ E / 41.748343°N,2.246773°E | IPA-23734     | Mas Iglésies (Sant Martí de Centelles) · Vegeu més fotos d'aquest monument · Carregueu una nova foto d'aquest monument                                    |
| El Presseguer                                                         | BCIL 2003    | Obra popular XVII                   | Sant Martí de Centelles Ctra. Centelles - Sant Feliu de Codines, Sant Miquel Sesperxes | 41° 44′ 57″ N, 2° 13′ 39″ E / 41.749197°N,2.227532°E | IPA-23736     | El Presseguer (Sant Martí de Centelles) · Vegeu més fotos d'aquest monument · Carregueu una nova foto d'aquest monument                                   |
| Mas Viladevall                                                        | BCIL 2003    | Obra popular XVII, XVIII Final      | Sant Martí de Centelles Ctra. Centelles - Sant Feliu de Codines, km 3                  | 41° 45′ 53″ N, 2° 12′ 26″ E / 41.764739°N,2.207170°E | IPA-23737     | Carregueu una nova foto d'aquest monument |
| Conjunt de l'església de Sant Pere de Valldaneu                       | BCIL 2018    | Romànic, eclecticisme XII, XVI, XIX | Sant Martí de Centelles Valldeneu                                                      | 41° 44′ 55″ N, 2° 14′ 49″ E / 41.748514°N,2.246819°E | IPA-23738     | Conjunt de l'església de Sant Pere de Valldaneu (Sant Martí de Centelles) · Vegeu més fotos d'aquest monument · Carregueu una nova foto d'aquest monument |
| Conjunt funerari família Sentias                                      | BCIL 2003    | Noucentisme XX Inici                | Sant Martí de Centelles Cementiri de Sant Martí de Centelles, Valldeneu                | 41° 44′ 55″ N, 2° 14′ 47″ E / 41.748557°N,2.246446°E | IPA-23739     | Carregueu una nova foto d'aquest monument |
| Església de Sant Miquel Sesperxes                                     | BCIL 2003    | XVIII                               | Sant Martí de Centelles                                                                | 41° 44′ 45″ N, 2° 13′ 26″ E / 41.745933°N,2.224003°E | IPA-34164     | Església de Sant Miquel Sesperxes (Sant Martí de Centelles) · Vegeu més fotos d'aquest monument · Carregueu una nova foto d'aquest monument               |
| Pont de l'Abella                                                      | BCIL 2003    | Obra popular XVIII                  | Sant Martí de Centelles Sobre el Congost                                               | 41° 45′ 51″ N, 2° 15′ 06″ E / 41.764228°N,2.251761°E | IPA-34165     | Pont de l'Abella (Sant Martí de Centelles) · Vegeu més fotos d'aquest monument · Carregueu una nova foto d'aquest monument                                |
| La Creu del Pou                                                       | BCIL 2018    | Obra popular XX Mitjan              | Sant Martí de Centelles Ctra. Centelles a Sant Feliu de Codines                        | 41° 45′ 15″ N, 2° 12′ 36″ E / 41.754112°N,2.209984°E | IPA-34166     | Carregueu una nova foto d'aquest monument |
| La Rovira dels Cerdans                                                | BCIL 2003    | XV                                  | Sant Martí de Centelles                                                                | 41° 46′ 25″ N, 2° 12′ 06″ E / 41.773710°N,2.201631°E | IPA-34167     | Carregueu una nova foto d'aquest monument |
| Conjunt parroquial de l'església de Sant Martí de Centelles           | BCIL 2018    |                                     | Sant Martí de Centelles                                                                | 41° 45′ 56″ N, 2° 12′ 17″ E / 41.765638°N,2.204588°E | IPA-34168     | Conjunt parroquial de l'església de Sant Martí de Centelles · Vegeu més fotos d'aquest monument · Carregueu una nova foto d'aquest monument               |
| El Fabregar                                                           | BCIL 2003    | XIV                                 | Sant Martí de Centelles                                                                | 41° 45′ 24″ N, 2° 11′ 48″ E / 41.756685°N,2.196609°E | IPA-34169     | Carregueu una nova foto d'aquest monument |
| Forns de calç l'Oller                                                 | BCIL 2018    | Obra popular XIX                    | Sant Martí de Centelles                                                                | 41° 45′ 24″ N, 2° 14′ 35″ E / 41.756654°N,2.243023°E | IPA-34170     | Forns de calç l'Oller (Sant Martí de Centelles) · Vegeu més fotos d'aquest monument · Carregueu una nova foto d'aquest monument                           |
| Mas Blanc                                                             | BCIL 2003    | XX                                  | Sant Martí de Centelles                                                                | 41° 44′ 36″ N, 2° 12′ 14″ E / 41.743239°N,2.203926°E | IPA-34172     | Carregueu una nova foto d'aquest monument |
| Capella de Sant Jaume                                                 | BCIL 2003    | XVI                                 | Sant Martí de Centelles                                                                | 41° 45′ 45″ N, 2° 15′ 03″ E / 41.762411°N,2.250871°E | IPA-34173     | Capella de Sant Jaume (Sant Martí de Centelles) · Vegeu més fotos d'aquest monument · Carregueu una nova foto d'aquest monument                           |
| Forn de calç el Febrer                                                |              | Obra popular XIX-XX                 | Sant Martí de Centelles Camí de Sant Miquel Sesperxes al mas Febrer                    | 41° 45′ 08″ N, 2° 13′ 35″ E / 41.75215°N,2.22630°E   | IPA-40862     | Carregueu una nova foto d'aquest monument |
| Forn de calç l'Aliguer                                                |              | Obra popular XIX-XX                 | Sant Martí de Centelles Ctra. C-1413                                                   | 41° 44′ 30″ N, 2° 11′ 22″ E / 41.74168°N,2.18937°E   | IPA-40863     | Carregueu una nova foto d'aquest monument |
| Església de Nostra Senyora dels Àngels                                | BCIL 2003    | XX                                  | Sant Martí de Centelles                                                                | 41° 45′ 32″ N, 2° 14′ 46″ E / 41.758867°N,2.246112°E | IPA-46778     | Església de Nostra Senyora dels Àngels (Sant Martí de Centelles) · Vegeu més fotos d'aquest monument · Carregueu una nova foto d'aquest monument          |
| El Pou                                                                | BCIL 2003    | XVIII-XIX                           | Sant Martí de Centelles                                                                | 41° 45′ 13″ N, 2° 12′ 18″ E / 41.753691°N,2.205108°E | IPA-46779     | El Pou (Sant Martí de Centelles) · Vegeu més fotos d'aquest monument · Carregueu una nova foto d'aquest monument                                          |
| L'Oller                                                               | BCIL 2003    | XVII-XVIII                          | Sant Martí de Centelles                                                                | 41° 45′ 25″ N, 2° 14′ 48″ E / 41.756818°N,2.246798°E | IPA-46780     | L'Oller (Sant Martí de Centelles) · Vegeu més fotos d'aquest monument · Carregueu una nova foto d'aquest monument                                         |

## Sant Pere de Torelló
Vegeu la llista de monuments de Sant Pere de Torelló.

## Sant Quirze de Besora
| Monument                                     | Protecció | Estil/època              | Localització                                           | Coordenades                                          | Codi?     | Imatge |
| -------------------------------------------- | --------- | ------------------------ | ------------------------------------------------------ | ---------------------------------------------------- | --------- | --- |
| Masia de la Coromina                         |           | Neoclassicisme XVIII     | Sant Quirze de Besora Prop de l'Estació                | 42° 06′ 35″ N, 2° 12′ 53″ E / 42.109740°N,2.214706°E | IPA-23780 | Carregueu una nova foto d'aquest monument                                                                                            |
| Conjunt del nucli antic                      |           | XVII-XVIII               | Sant Quirze de Besora Prop de l'Estació                | 42° 06′ 01″ N, 2° 13′ 21″ E / 42.100334°N,2.222478°E | IPA-23781 | Conjunt del nucli antic (Sant Quirze de Besora) · Vegeu més fotos d'aquest monument · Carregueu una nova foto d'aquest monument      |
| Pont a Sant Quirze de Besora                 |           | XX Mitjan                | Sant Quirze de Besora Pont sobre el Ter                | 42° 06′ 06″ N, 2° 13′ 06″ E / 42.101721°N,2.218240°E | IPA-23782 | Pont a Sant Quirze de Besora (Sant Quirze de Besora) · Vegeu més fotos d'aquest monument · Carregueu una nova foto d'aquest monument |
| Casal dels Avis                              |           | Obra popular             | Sant Quirze de Besora C. de la Torre, 20 - c. Patis    | 42° 06′ 04″ N, 2° 13′ 18″ E / 42.101129°N,2.221775°E | IPA-23783 | Carregueu una nova foto d'aquest monument                                                                                            |
| Església parroquial de Sant Quirze de Besora |           | Barroc XVIII             | Sant Quirze de Besora Pl. de l'Església                | 42° 06′ 02″ N, 2° 13′ 23″ E / 42.100521°N,2.223125°E | IPA-23784 | Església parroquial de Sant Quirze de Besora · Vegeu més fotos d'aquest monument · Carregueu una nova foto d'aquest monument         |
| Rectoria                                     |           | Obra popular XIX         | Sant Quirze de Besora C. de la Torre, 29               | 42° 06′ 03″ N, 2° 13′ 22″ E / 42.100928°N,2.222768°E | IPA-23785 | Carregueu una nova foto d'aquest monument                                                                                            |
| Les Comes                                    |           | Obra popular XVIII Final | Sant Quirze de Besora Pl. Major, 6                     | 42° 06′ 00″ N, 2° 13′ 24″ E / 42.099976°N,2.223197°E | IPA-23786 | Carregueu una nova foto d'aquest monument                                                                                            |
| Xemeneia de Can Guixà                        |           | Obra popular XIX         | Sant Quirze de Besora C. de Bellmunt (enderrocada)     | 42° 05′ 57″ N, 2° 13′ 34″ E / 42.099258°N,2.226151°E | IPA-23787 | Carregueu una nova foto d'aquest monument                                                                                            |
| Via Romana                                   |           | XVIII                    | Sant Quirze de Besora El Bufí                          |                                                      | IPA-23788 | Carregueu una nova foto d'aquest monument                                                                                            |
| La Vinya                                     |           | Obra popular XVIII-XX    | Sant Quirze de Besora La Vinya                         | 42° 06′ 14″ N, 2° 13′ 25″ E / 42.103990°N,2.223661°E | IPA-23791 | Carregueu una nova foto d'aquest monument                                                                                            |
| Masia les Comes                              |           | Obra popular XVIII-XX    | Sant Quirze de Besora Les Comes                        | 42° 06′ 25″ N, 2° 13′ 44″ E / 42.107002°N,2.228825°E | IPA-23792 | Carregueu una nova foto d'aquest monument                                                                                            |
| Cooperativa Unió d'Amics                     | BCIL 2006 | XX Mitjan                | Sant Quirze de Besora C. Joan Baptista Espadaler, 8-10 | 42° 06′ 00″ N, 2° 13′ 18″ E / 42.10007°N,2.22178°E   | IPA-30914 | Carregueu una nova foto d'aquest monument                                                                                            |

## Sant Sadurní d'Osormort
Vegeu la llista de monuments de Sant Sadurní d'Osormort.

## Sant Vicenç de Torelló
| Monument                                              | Protecció       | Estil/època                                  | Localització                                                        | Coordenades                                            | Codi?         | Imatge |
| ----------------------------------------------------- | --------------- | -------------------------------------------- | ------------------------------------------------------------------- | ------------------------------------------------------ | ------------- | --- |
| Castell de Torelló                                    | BCIN 1546-MH    | Romànic XII                                  | Sant Vicenç de Torelló Carena del Castell                           | 42° 04′ 25″ N, 2° 15′ 55″ E / 42.073516°N,2.265392°E   | RI-51-0005683 | Castell de Torelló (Sant Vicenç de Torelló) · Vegeu més fotos d'aquest monument · Carregueu una nova foto d'aquest monument                                    |
| Colònia Borgonyà                                      | BCIN 4195-CH-EN | Jaume Gustà Bondia XIX (1890)                | Sant Vicenç de Torelló Ctra. BV-5626, km. 0,5                       | 42° 03′ 50″ N, 2° 14′ 29″ E / 42.0640085°N,2.2413618°E | IPA-23828     | Colònia Borgonyà (Sant Vicenç de Torelló) · Vegeu més fotos d'aquest monument · Carregueu una nova foto d'aquest monument                                      |
| Colònia Vila-seca                                     |                 |                                              | Sant Vicenç de Torelló Ctra. BV-5626, km 1,6 - 2                    | 42° 03′ 34″ N, 2° 15′ 19″ E / 42.0594605°N,2.2551454°E | IPA-23826     | Colònia Vila-seca (Sant Vicenç de Torelló) · Modifica el valor a Wikidata · Carregueu una nova foto d'aquest monument                                          |
| Església de la Sagrada Família a la Colònia Vila-seca |                 | Eclecticisme 1883                            | Sant Vicenç de Torelló Pl. de la Sagrada Família, Colònia Vilaseca  | 42° 03′ 40″ N, 2° 15′ 17″ E / 42.0612237°N,2.2548226°E | IPA-23827     | Església de la Sagrada Família a la Colònia Vila-seca (Sant Vicenç de Torelló) · Vegeu més fotos d'aquest monument · Carregueu una nova foto d'aquest monument |
| Santuari de la Mare de Déu de Borgonyà                |                 | Historicisme XIX                             | Sant Vicenç de Torelló C. Girona                                    | 42° 03′ 56″ N, 2° 14′ 30″ E / 42.0654336°N,2.2416833°E | IPA-23829     | Santuari de la Mare de Déu de Borgonyà (Sant Vicenç de Torelló) · Vegeu més fotos d'aquest monument · Carregueu una nova foto d'aquest monument                |
| Mas Camps                                             |                 | Obra popular XVII                            | Sant Vicenç de Torelló Camí del mas el Camps                        | 42° 04′ 00″ N, 2° 16′ 12″ E / 42.0667426°N,2.2699275°E | IPA-23830     | Carregueu una nova foto d'aquest monument |
| Masgrau o Mas Grau                                    |                 | Obra popular XVII                            | Sant Vicenç de Torelló Ctra. veïnal Sant Vicenç - Borgonyà          | 42° 03′ 53″ N, 2° 15′ 57″ E / 42.0648524°N,2.2658759°E | IPA-23831     | Carregueu una nova foto d'aquest monument |
| Villar o el Vilar                                     |                 | Obra popular XVI-XVII                        | Sant Vicenç de Torelló Ctra. veïnal Sant Vicenç - Borgonyà          | 42° 04′ 01″ N, 2° 16′ 01″ E / 42.0668941°N,2.2668556°E | IPA-23832     | Carregueu una nova foto d'aquest monument |
| Cal Mal Ric o l'Amalric                               |                 | Obra popular XVIII                           | Sant Vicenç de Torelló Ctra. veïnal Sant Vicenç - Borgonyà          | 42° 03′ 53″ N, 2° 15′ 59″ E / 42.0647118°N,2.2664214°E | IPA-23833     | Carregueu una nova foto d'aquest monument |
| Jolis                                                 |                 | Obra popular XVIII                           | Sant Vicenç de Torelló Ctra. veïnal Sant Vicenç - Borgonyà          | 42° 03′ 33″ N, 2° 15′ 31″ E / 42.0591942°N,2.2585325°E | IPA-23834     | Carregueu una nova foto d'aquest monument |
| Vilardell                                             |                 | Obra popular                                 | Sant Vicenç de Torelló A prop de la vila, vers el tennis            | 42° 03′ 21″ N, 2° 16′ 51″ E / 42.0557694°N,2.2807968°E | IPA-23835     | Carregueu una nova foto d'aquest monument |
| Viver                                                 |                 | Obra popular XVII-XVIII                      | Sant Vicenç de Torelló Ctra. Sant Vicenç                            | 42° 03′ 36″ N, 2° 16′ 30″ E / 42.059975°N,2.2750206°E  | IPA-23836     | Carregueu una nova foto d'aquest monument |
| El Galliner o Mas Andreu                              |                 | Obra popular XVII                            | Sant Vicenç de Torelló C. del Ges, 5                                | 42° 03′ 40″ N, 2° 16′ 26″ E / 42.0612381°N,2.2739427°E | IPA-23837     | El Galliner (Sant Vicenç de Torelló) · Vegeu més fotos d'aquest monument · Carregueu una nova foto d'aquest monument                                           |
| Novelles o Torre Novelles                             |                 | Obra popular XX                              | Sant Vicenç de Torelló Ctra de Torelló a Sant Pere BV-5224, km. 8,5 | 42° 03′ 53″ N, 2° 16′ 40″ E / 42.0648465°N,2.277721°E  | IPA-23839     | Carregueu una nova foto d'aquest monument |
| Joanet de Pujols                                      |                 | Obra popular XIX-XX                          | Sant Vicenç de Torelló Camí de Joanet de Pujols                     | 42° 03′ 26″ N, 2° 16′ 07″ E / 42.0571607°N,2.2686595°E | IPA-23840     | Carregueu una nova foto d'aquest monument |
| Església parroquial de Sant Vicenç de Torelló         |                 | Romànic, barroc XI, XII-XIII, XIV, XVII, XIX | Sant Vicenç de Torelló Pl. de l'Església, 1                         | 42° 03′ 42″ N, 2° 16′ 26″ E / 42.0616604°N,2.2737807°E | IPA-23841     | Església parroquial de Sant Vicenç de Torelló (Sant Vicenç de Torelló) · Vegeu més fotos d'aquest monument · Carregueu una nova foto d'aquest monument         |
| Pont o aqüeducte de l'Anijol                          |                 | Obra popular                                 | Sant Vicenç de Torelló Torrent de l'Aníjol                          | 42° 03′ 54″ N, 2° 16′ 45″ E / 42.0649277°N,2.2791705°E | IPA-23849     | Pont de l'Anijol (Sant Vicenç de Torelló) · Vegeu més fotos d'aquest monument · Carregueu una nova foto d'aquest monument                                      |
| El Molinot                                            |                 | Obra popular XVIII-XIX                       | Sant Vicenç de Torelló Ctra. BV-5224 de Torelló a Sant Pere, km 7,2 | 42° 03′ 22″ N, 2° 16′ 06″ E / 42.05606°N,2.26840°E     | IPA-40853     | Carregueu una nova foto d'aquest monument |
| Molí Mas Andreu                                       |                 | Obra popular                                 | Sant Vicenç de Torelló Des de la ctra. BV-5224, km 8,6              | 42° 03′ 50″ N, 2° 16′ 42″ E / 42.06383°N,2.2782°E      | IPA-40854     | Carregueu una nova foto d'aquest monument |
| Molí del Viver                                        |                 | Obra popular XIX-XX                          | Sant Vicenç de Torelló                                              | 42° 03′ 27″ N, 2° 16′ 31″ E / 42.05741°N,2.27527°E     | IPA-40855     | Carregueu una nova foto d'aquest monument |

## Santa Cecília de Voltregà
| Monument                              | Protecció | Estil/època                  | Localització                                                     | Coordenades                                          | Codi?     | Imatge |
| ------------------------------------- | --------- | ---------------------------- | ---------------------------------------------------------------- | ---------------------------------------------------- | --------- | --- |
| Les Codines                           |           | Obra popular XVIII-XX        | Santa Cecília de Voltregà                                        | 41° 59′ 56″ N, 2° 13′ 28″ E / 41.9989°N,2.2245°E     | IPA-23948 | Carregueu una nova foto d'aquest monument                                                                              |
| El Guiu                               |           | Obra popular XVI-XX          | Santa Cecília de Voltregà                                        | 41° 59′ 24″ N, 2° 12′ 55″ E / 41.989950°N,2.215340°E | IPA-23949 | Carregueu una nova foto d'aquest monument                                                                              |
| Maials                                |           | Obra popular XVIII Final     | Santa Cecília de Voltregà                                        | 41° 59′ 42″ N, 2° 13′ 03″ E / 41.995012°N,2.217507°E | IPA-23950 | Carregueu una nova foto d'aquest monument                                                                              |
| Puigví                                |           | Obra popular XVII-XVIII, XIX | Santa Cecília de Voltregà                                        | 42° 00′ 09″ N, 2° 12′ 14″ E / 42.002403°N,2.203895°E | IPA-23951 | Carregueu una nova foto d'aquest monument                                                                              |
| Salavert                              |           | Obra popular XVIII-XX        | Santa Cecília de Voltregà                                        | 41° 59′ 32″ N, 2° 12′ 54″ E / 41.992326°N,2.214929°E | IPA-23952 | Carregueu una nova foto d'aquest monument                                                                              |
| Església de Santa Cecília de Voltregà |           | Barroc XVIII-XX              | Santa Cecília de Voltregà                                        | 41° 59′ 34″ N, 2° 13′ 20″ E / 41.992898°N,2.222262°E | IPA-23953 | Església de Santa Cecília de Voltregà · Vegeu més fotos d'aquest monument · Carregueu una nova foto d'aquest monument  |
| Mas Gallissans                        |           | Obra popular XVII-XIX, XX    | Santa Cecília de Voltregà Ctra. BV-4602, km 3,5                  | 42° 00′ 06″ N, 2° 12′ 38″ E / 42.001606°N,2.210513°E | IPA-23954 | Carregueu una nova foto d'aquest monument                                                                              |
| Pont del Sorreig                      |           | Obra popular                 | Santa Cecília de Voltregà                                        |                                                      | IPA-36951 | Carregueu una nova foto d'aquest monument                                                                              |
| Molí dels Frares                      |           | Obra popular                 | Santa Cecília de Voltregà Ctra. BV-4602, km 0,5                  |                                                      | IPA-40869 | Carregueu una nova foto d'aquest monument                                                                              |
| Molí del Guiu                         |           | Obra popular                 | Santa Cecília de Voltregà Ctra. BV-4602, km 1,8                  | 41° 59′ 32″ N, 2° 13′ 05″ E / 41.992161°N,2.218111°E | IPA-40870 | Carregueu una nova foto d'aquest monument                                                                              |
| Molí del Prat                         |           | Obra popular                 | Santa Cecília de Voltregà Ctra. BV-4602, km 1,5                  | 41° 59′ 21″ N, 2° 13′ 40″ E / 41.989196°N,2.227854°E | IPA-40871 | Carregueu una nova foto d'aquest monument                                                                              |
| El Verdaguer                          | BCIL 2017 | Obra popular XIV             | Santa Cecília de Voltregà Al sud-est del nucli urbà              | 41° 58′ 55″ N, 2° 13′ 52″ E / 41.981851°N,2.231225°E | IPA-49275 | Carregueu una nova foto d'aquest monument                                                                              |
| El Prat Gros                          | BCIL 2017 | Obra popular XIV-XIX         | Santa Cecília de Voltregà Al sud-est del nucli urbà              | 41° 59′ 07″ N, 2° 13′ 51″ E / 41.98534°N,2.23091°E   | IPA-49277 | Carregueu una nova foto d'aquest monument                                                                              |
| Serramitja                            | BCIL 2017 | Obra popular XIV             | Santa Cecília de Voltregà A l'oest del nucli urbà                | 41° 59′ 32″ N, 2° 12′ 16″ E / 41.992154°N,2.204397°E | IPA-49280 | Serramitja (Santa Cecília de Voltregà) · Vegeu més fotos d'aquest monument · Carregueu una nova foto d'aquest monument |
| Masoveria de Serramitjana             | BCIL 2017 | Obra popular XIV             | Santa Cecília de Voltregà A l'oest del nucli urbà                |                                                      | IPA-49282 | Carregueu una nova foto d'aquest monument                                                                              |
| El Clos                               | BCIL 2017 | Obra popular XIV             | Santa Cecília de Voltregà Al nord-oest del nucli urbà            | 42° 00′ 38″ N, 2° 12′ 48″ E / 42.01051°N,2.21347°E   | IPA-49283 | Carregueu una nova foto d'aquest monument                                                                              |
| Cementiri                             | BCIL 2017 | XXI                          | Santa Cecília de Voltregà Al nord de l'església de Santa Cecília | 41° 59′ 38″ N, 2° 13′ 21″ E / 41.99375°N,2.222465°E  | IPA-49285 | Carregueu una nova foto d'aquest monument                                                                              |

## Santa Eugènia de Berga
Vegeu la llista de monuments de Santa Eugènia de Berga.

## Santa Eulàlia de Riuprimer
| Monument                                          | Protecció    | Estil/època                                       | Localització                                                 | Coordenades                                              | Codi?         | Imatge |
| ------------------------------------------------- | ------------ | ------------------------------------------------- | ------------------------------------------------------------ | -------------------------------------------------------- | ------------- | --- |
| Castell de Torroella                              | BCIN 1401-MH | XV-XVI                                            | Santa Eulàlia de Riuprimer                                   | 41° 54′ 30″ N, 2° 11′ 46″ E / 41.908336°N,2.196169°E     | RI-51-0005687 | Carregueu una nova foto d'aquest monument                                                                                         |
| La Torreferrada                                   | BCIN 1402-MH | Obra popular XIII                                 | Santa Eulàlia de Riuprimer                                   | 41° 54′ 42″ N, 2° 10′ 29″ E / 41.911803°N,2.174822°E     | RI-51-0005688 | Carregueu una nova foto d'aquest monument                                                                                         |
| Església parroquial de Santa Eulàlia de Riuprimer |              | Romànic, barroc, eclecticisme XI, XVII-XVIII, XIX | Santa Eulàlia de Riuprimer Pl. Beat Antoni Claret            | 41° 54′ 37″ N, 2° 11′ 20″ E / 41.910331°N,2.188949°E     | IPA-23984     | Església parroquial de Santa Eulàlia de Riuprimer · Vegeu més fotos d'aquest monument · Carregueu una nova foto d'aquest monument |
| Rectoria de Santa Eulàlia de Riuprimer            |              | Obra popular XVII                                 | Santa Eulàlia de Riuprimer C. del Puig                       | 41° 54′ 37″ N, 2° 11′ 21″ E / 41.91015377°N,2.18928538°E | IPA-23986     | Carregueu una nova foto d'aquest monument                                                                                         |
| Torrents                                          |              | Obra popular XVII-XX                              | Santa Eulàlia de Riuprimer Ctra. BV-4316                     | 41° 54′ 36″ N, 2° 09′ 28″ E / 41.909962°N,2.157712°E     | IPA-23988     | Carregueu una nova foto d'aquest monument                                                                                         |
| Capella de la Sagrada Família, Torrents           |              | Obra popular XX                                   | Santa Eulàlia de Riuprimer Ctra. BV-4316                     | 41° 54′ 37″ N, 2° 09′ 27″ E / 41.910155°N,2.157465°E     | IPA-23989     | Carregueu una nova foto d'aquest monument                                                                                         |
| El Vilà                                           |              | Obra popular XVIII-XIX                            | Santa Eulàlia de Riuprimer Ctra. BV-4316, km 8,5             | 41° 54′ 56″ N, 2° 09′ 54″ E / 41.915453°N,2.164973°E     | IPA-23990     | Carregueu una nova foto d'aquest monument                                                                                         |
| Codina                                            |              | Obra popular XVII-XVIII                           | Santa Eulàlia de Riuprimer Ctra. BV-4316, km 8               | 41° 54′ 59″ N, 2° 10′ 24″ E / 41.916415°N,2.173444°E     | IPA-23991     | Carregueu una nova foto d'aquest monument                                                                                         |
| Capella de Torroella                              |              | Eclecticisme XIX                                  | Santa Eulàlia de Riuprimer Mas Torroella                     | 41° 54′ 30″ N, 2° 11′ 46″ E / 41.908366°N,2.196161°E     | IPA-23992     | Carregueu una nova foto d'aquest monument                                                                                         |
| Mas Ventallola, el Puig                           |              | Obra popular XVII                                 | Santa Eulàlia de Riuprimer Ctra. BV-4316                     | 41° 54′ 45″ N, 2° 11′ 14″ E / 41.912586°N,2.187143°E     | IPA-23993     | Mas Ventallola (Santa Eulàlia de Riuprimer) · Vegeu més fotos d'aquest monument · Carregueu una nova foto d'aquest monument       |
| La Vila                                           |              | Obra popular XVIII Final                          | Santa Eulàlia de Riuprimer Termeneja amb Sentfores           | 41° 55′ 32″ N, 2° 12′ 22″ E / 41.925683°N,2.206105°E     | IPA-23994     | Carregueu una nova foto d'aquest monument                                                                                         |
| Pla del Mig                                       |              | Obra popular XVII-XVIII                           | Santa Eulàlia de Riuprimer Ctra. BV-4316, km 8               | 41° 54′ 24″ N, 2° 10′ 14″ E / 41.906720°N,2.170467°E     | IPA-23995     | Carregueu una nova foto d'aquest monument                                                                                         |
| El Mitjà                                          |              | Obra popular                                      | Santa Eulàlia de Riuprimer Termeneja amb Sentfores           | 41° 55′ 26″ N, 2° 12′ 19″ E / 41.923996°N,2.205324°E     | IPA-23996     | Carregueu una nova foto d'aquest monument                                                                                         |
| La Riera                                          |              | Obra popular XVI                                  | Santa Eulàlia de Riuprimer Ctra. BV-4317 de Muntanyola, km 5 | 41° 54′ 18″ N, 2° 11′ 00″ E / 41.905067°N,2.183329°E     | IPA-23997     | Carregueu una nova foto d'aquest monument                                                                                         |
| El Soler                                          |              | Obra popular                                      | Santa Eulàlia de Riuprimer                                   | 41° 54′ 37″ N, 2° 11′ 23″ E / 41.910243°N,2.189824°E     | IPA-23998     | Carregueu una nova foto d'aquest monument                                                                                         |
| Masgem                                            |              | Obra popular XVII-XVIII                           | Santa Eulàlia de Riuprimer Ctra. BV-4316, km 8               | 41° 55′ 11″ N, 2° 10′ 31″ E / 41.919838°N,2.175149°E     | IPA-23999     | Carregueu una nova foto d'aquest monument                                                                                         |
| Pont a Santa Eulàlia de Riuprimer                 |              | Obra popular                                      | Santa Eulàlia de Riuprimer Sobre el Meder                    | 41° 54′ 32″ N, 2° 11′ 24″ E / 41.908827°N,2.189895°E     | IPA-36953     | Carregueu una nova foto d'aquest monument                                                                                         |
| Pont sobre el Dalmau                              |              | Obra popular                                      | Santa Eulàlia de Riuprimer Sobre el torrent Dalmau           | 41° 54′ 03″ N, 2° 10′ 58″ E / 41.90075°N,2.18275°E       | IPA-36954     | Pont sobre el Dalmau (Santa Eulàlia de Riuprimer) · Vegeu més fotos d'aquest monument · Carregueu una nova foto d'aquest monument |

## Santa Maria de Besora
Vegeu la llista de monuments de Santa Maria de Besora.

## Seva
Vegeu la llista de monuments de Seva.

## Sora
Vegeu la llista de monuments de Sora.

## Taradell
Vegeu la llista de monuments de Taradell.

## Tavèrnoles
Vegeu la llista de monuments de Tavèrnoles.

## Tavertet
Vegeu la llista de monuments de Tavertet.

## Tona
Vegeu la llista de monuments de Tona.

## Torelló
Vegeu la llista de monuments de Torelló.

## Vic
Vegeu la llista de monuments de Vic.

## Vidrà
| Monument                                                        | Protecció | Estil/època                      | Localització          | Coordenades                                            | Codi?     | Imatge |
| --------------------------------------------------------------- | --------- | -------------------------------- | --------------------- | ------------------------------------------------------ | --------- | --- |
| Església de Sant Hilari de Vidrà                                |           | Romànic, barroc XIII-XVIII       | Vidrà                 | 42° 07′ 21″ N, 2° 18′ 34″ E / 42.122462°N,2.309406°E   | IPA-24745 | Església de Sant Hilari de Vidrà · Vegeu més fotos d'aquest monument · Carregueu una nova foto d'aquest monument              |
| El Bartrolí                                                     |           | Obra popular XVIII               | Vidrà                 | 42° 07′ 26″ N, 2° 18′ 36″ E / 42.123951°N,2.309889°E   | IPA-24746 | El Bartrolí (Vidrà) · Vegeu més fotos d'aquest monument · Carregueu una nova foto d'aquest monument                           |
| Mas Casademunt                                                  |           | Obra popular XVII-XVIII, XX      | Vidrà El Colomer      | 42° 07′ 37″ N, 2° 19′ 43″ E / 42.126852°N,2.328577°E   | IPA-24748 | Carregueu una nova foto d'aquest monument                                                                                     |
| Capella de Santa Bàrbara                                        |           | Obra popular XVIII               | Vidrà El Colomer      | 42° 07′ 26″ N, 2° 18′ 57″ E / 42.124013°N,2.315813°E   | IPA-24750 | Capella de Santa Bàrbara (Vidrà) · Vegeu més fotos d'aquest monument · Carregueu una nova foto d'aquest monument              |
| la Vila Vella                                                   |           | Obra popular XVI-XVII            | Vidrà El Colomer      | 42° 07′ 21″ N, 2° 20′ 34″ E / 42.122636°N,2.342842°E   | IPA-24751 | Carregueu una nova foto d'aquest monument                                                                                     |
| Mas Sant Bartomeu                                               |           | Obra popular XVIII               | Vidrà                 | 42° 07′ 31″ N, 2° 21′ 39″ E / 42.125342°N,2.360829°E   | IPA-24752 | Carregueu una nova foto d'aquest monument                                                                                     |
| Ermita de Sant Bartomeu de Covildases                           |           | Romànic XIII, XVIII              | Vidrà                 | 42° 07′ 25″ N, 2° 21′ 39″ E / 42.123641°N,2.360910°E   | IPA-24753 | Ermita de Sant Bartomeu de Covildases (Vidrà) · Vegeu més fotos d'aquest monument · Carregueu una nova foto d'aquest monument |
| Ermita de Santa Margarida de Cabagés, Santa Margarida del Pujol |           | Romànic XII                      | Vidrà                 | 42° 09′ 09″ N, 2° 19′ 11″ E / 42.152387°N,2.319765°E   | IPA-24754 | Ermita de Santa Margarida de Cabagés (Vidrà) · Vegeu més fotos d'aquest monument · Carregueu una nova foto d'aquest monument  |
| El Molí Nou                                                     |           | Obra popular XVII-XVIII          | Vidrà El Molí Nou     | 42° 06′ 59″ N, 2° 19′ 13″ E / 42.116438°N,2.320189°E   | IPA-24755 | Carregueu una nova foto d'aquest monument                                                                                     |
| Mas el Cavaller                                                 |           | Barroc, neoclassicisme XIV-XVIII | Vidrà Ctra. de Siuret | 42° 07′ 21″ N, 2° 18′ 43″ E / 42.122382°N,2.311902°E   | IPA-24756 | Mas el Cavaller (Vidrà) · Vegeu més fotos d'aquest monument · Carregueu una nova foto d'aquest monument                       |
| Les Escanes                                                     |           | Obra popular XVIII-XIX           | Vidrà Camí de Ciuret  | 42° 08′ 13″ N, 2° 19′ 03″ E / 42.136959°N,2.317437°E   | IPA-24757 | Carregueu una nova foto d'aquest monument                                                                                     |
| Mas el Moreu                                                    |           | Obra popular XVII-XIX            | Vidrà Camí de Ciuret  | 42° 08′ 29″ N, 2° 19′ 47″ E / 42.141453°N,2.329669°E   | IPA-24759 | Carregueu una nova foto d'aquest monument                                                                                     |
| Mas Pubill                                                      |           | Obra popular XVI-XVIII           | Vidrà Siuret          | 42° 08′ 40″ N, 2° 19′ 52″ E / 42.144339°N,2.331136°E   | IPA-24760 | Carregueu una nova foto d'aquest monument                                                                                     |
| Ermita de Santa Llúcia de Siuret                                | BCIL 2015 | Barroc XVIII                     | Vidrà Siuret          | 42° 08′ 40″ N, 2° 19′ 51″ E / 42.144544°N,2.330744°E   | IPA-24761 | Carregueu una nova foto d'aquest monument                                                                                     |
| Pont de Salgueda                                                |           | Obra popular                     | Vidrà                 | 42° 06′ 55″ N, 2° 19′ 09″ E / 42.1151640°N,2.3191720°E | IPA-24763 | Pont de Salgueda (Vidrà) · Vegeu més fotos d'aquest monument · Carregueu una nova foto d'aquest monument                      |
| Molí de Vilavella                                               |           | Obra popular XVII-XVIII          | Vidrà                 |                                                        | IPA-40884 | Carregueu una nova foto d'aquest monument                                                                                     |

El Castell de Milany es troba entre els municipis de Vidrà i Vallfogona de Ripollès (vegeu també la llista de monuments del Ripollès).

## Viladrau
Vegeu la llista de monuments de Viladrau.

## Vilanova de Sau
Vegeu la llista de monuments de Vilanova de Sau.